# مريم جبر
مريم جابر فريحات، كاتبة أردنية، مواليد كفرنجة في عجلون عام 1982. وهي عضوة في رابطة الكتاب الأردنيين، وجمعية النقاد الأردنيين.

## الدراسة والعمل
حصلت على دبلوم في المكتبات والتوثيق عام 1982 وتخرجت بدرجة البكالوريوس في الأدب العربي من جامعة اليرموك عام 1991. حصلت على درجة الماجستير من نفس الجامعة عام 1995 والدكتوراة عام 2004.
عملت أمينة مكتبة في كليات عجلون، في حوارة وكليات جامعة إربد من 1982 حتى 1992. ثم عملت مدرسة في كلية إربد للبنات (1992-1995)، ومديرة في كليات البنات في المملكة العربية السعودية (1996-1998) قبل أن تعود إلى التعليم في إربد (1999-2000). ثم انتقلت للعمل في جامعة إربد الأهلية\جامعة البلقاء التطبيقية عام 2001: خلال هذه الفترة كانت رئيسة قسم اللغة العربية لعدة سنوات.
شغلت مريم جابر منصب رئيس تحرير مجلة «أفكار» الثقافية الصادرة عن وزارة الثقافة الأردنية (2005-2006)، ومجلة «عرار» التي كانت تصدرها مديرية إربد الثقافية.
فازت بجائزة جمعية الكتاب الأردنيين لغير الأعضاء عن قصة «وجهان في العتمة». وقد منحتها جامعة اليرموك لقب «قاص الجامعة» عام 1991 لقصتها «إعلان موت». كما فازت بجائزة الدكتورة سعاد الصباح للإبداع الفكري والأدبي والتي تمنحها دار سعاد الصباح للنشر والتوزيع سنة 1992 عن مجموعتها القصصية «آخر أحاديث العرّافة».

## أعمالها
- «شخصية المرأة في القصة القصيرة في الأردن»، دراسة نقدية، دار الكندي، إربد، 1995.
- «آخر أحاديث العرّافة»، قصص، دار الكندي، إربد، 1996.
- «دراسات تطبيقية في اللغة العربية»، دار الكندي، إربد، 1999.
- «طمي»، قصص، المؤسسة العربية للدراسات والنشر، عمّان، 2002.
- «التجليات الملحمية في رواية الأجيال العربية»، دراسة نقدية، وزارة الثقافة، عمّان، 2005.
- «مدارات المعنى والتشكيل»، دراسات نقدية، وزارة الثقافة، عمّان، 2007.
- «معجم أدباء إربد: القصة والرواية» (بالاشتراك مع نبيل حداد)، وزارة الثقافة، عمّان، 2007.
- «فتنة البوح»، قصص، أمانة عمّان الكبرى، عمّان، 2008.